# Talalar
Talalar è un comune dell'Azerbaigian situato nel distretto di Balakən. Conta una popolazione di 5 028 abitanti.